# Paavonsaari (ö i Mellersta Finland)
Paavonsaari är en ö i Finland. Den ligger i sjön Keitele och i kommunen Konnevesi i den ekonomiska regionen  Äänekoski ekonomiska region  och landskapet Mellersta Finland, i den centrala delen av landet, 290 km norr om huvudstaden Helsingfors. Öns area är 3,3 hektar och dess största längd är 280 meter i nord-sydlig riktning.